# Joseph Rosati
Joseph Rosati CM, właściwie Giuseppe Rosati (ur. 12 stycznia 1789 w Sora, zm. 25 września 1843 w Rzymie) – włosko-amerykański duchowny katolicki, lazarysta, pierwszy biskup St. Louis.

## Kapłaństwo i praca misyjna
Urodził się w Królestwie Neapolu. Pochodził z poważanej pobożnej rodziny. W młodości wstąpił do zgromadzenia lazarystów. Święcenia kapłańskie otrzymał 11 lutego 1811 roku. Pomagał duszpastersko swemu przełożonemu o. De Andreis do roku 1815. Wówczas konsekrowany w Rzymie został bp Dubourg, ordynariusz amerykańskiej diecezji Luizjany i Obu Floryd. Potrzebował on kapłanów do swej rozległej diecezji. W wyniku porozumienia z Kongregacją Rozkrzewiania Wiary miał otrzymać do pomocy ojców lazarystów. Na misje w Ameryce zgłosił się o. De Andreis, a pod jego wpływem również o. Rosati. Jeszcze zanim wyruszyli bp Dubourg wydał instrukcje o wysłaniu młodego księdza Rosatiego do Missouri, by tam głosił Ewangelię m.in. wśród Indian. O. De Andreis mianowany został wikariuszem generalnym diecezji (w razie jego śmierci następcą miał być o. Rosati). 15 grudnia 1815 grupa duchownych opuściła Rzym, udając się do Ameryki.
Misjonarze dotarli do zatoki Chesapeake w lipcu 1816 roku. Podróż zakończyli w Bardstown w Kentucky, gdzie gościli przez 10 miesięcy u tamtejszego ordynariusza Benedicta Flageta. Tam pogłębiali znajomość języka angielskiego i wiedzę o kraju pod kierunkiem miejscowego koadiutora bp. Davida. Rosati, De Andreis i bp Flaget w październiku 1817 dotarli do St. Louis, by przygotować miasto do ingresu bp. Dubourga do tamtejszej konkatedry. Następnie o. Rosati wraz z bp. Flagetem powrócili do Bardstown, a ten pierwszy pracował jako rektor miejscowego seminarium duchownego do października 1818 roku. W tym czasie lazaryści założyli dom zakonny w St. Louis, a także, decyzją bp. Dubourga, seminarium (w Barrens). 
O. Rosati został w roku 1820 (po śmierci o. De Andreis) amerykańskim superiorem swego zgromadzenia. Był też profesorem logiki i teologii w Barrens. W owym czasie na terytoriach stanów Missouri, Arkansas i Illinois było siedem drewnianych kościołów, czterech księży i ok. 8000 katolików. W 1822 o. Rosati pisał do o. Brute o 10 księżach, trzech klerykach i 6 braciach.

## Episkopat
Dubourg planował ustanowić tereny Missisipi i Alabamy oddzielnym wikariatem z Rosatim jako ich wikariuszem apostolskim. On jednak wolał zostać w St. Louis. Ostatecznie Dubourg namówił Stolicę Apostolską by mianowała Rosatiego koadiutorem. Znając jego niechęć poprosił papieża by ten bullę opatrzył stanowczym nakazem przyjęcia urzędu w duchu posłuszeństwa. List nominacyjny o. Rosati otrzymał w roku 1823. Drugi list mówił o utworzeniu w ciągu trzech lat dwóch diecezji – w St. Louis i Nowym Orleanie. Stolica Apostolska zastrzegła, że jeśli Dubourg umrze wcześniej, Rosati zostanie jego następcą w Nowym Orleanie. Jeśli nie – po trzech latach zostanie ordynariuszem St Louis. Sakrę przyjął w Nowym Orleanie z rąk swego przełożonego. Do roku 1830 pozostał również superiorem lazarystów. Ciągle podróżował między St. Louis a Nowym Orleanem, ale najlepiej czuł się w Barrens. Ze względu na swe obowiązki musiał jednak rezydować w St. Louis. 
Jego uczniami byli m.in. przyszli biskupi Odin i Timon. Sprowadził do Missouri wiele zakonów, w tym Siostry Miłosierdzia (amerykańskie zgromadzenie założone przez Elisabeth Seton). Był założycielem wielu dzieł charytatywnych. Powołał sierocińce, szkoły dla głuchych i niepełnosprawnych umysłowo dziewcząt, a także szpital, gdzie posługiwały Siostry Miłosierdzia w St. Louis, który zdobył sporą renomę. W roku 1840 leczyło się tam 200 pacjentów, a władze krajowe wysyłały na kurację ważnych ludzi. 
W roku 1826 dokonał pierwszej w historii St. Louis sakry biskupiej. Konsekrował wówczas bp. Portiera z Mobile, a asystowało przy tym jego własnych diecezjalnych 13 księży i 13 seminarzystów. 
28 października 1834 konsekrował katedrę w St. Louis. Brało w tym udział 5 biskupów i 28 miejscowych księży (12 zagranicznego pochodzenia). 
Jego owocna praca dawała efekty. Jak sam napisał, w 1839 roku 289 protestantów przyjęło katolicyzm. Chrztów było wówczas 1548, bierzmowanych 664, a Pierwszą Komunię przyjęło 10 000 osób. Był też zdolnym oratorem. Potrafił wygłosić dwujęzyczne kazanie – po angielsku i francusku.

## Misja dyplomatyczna i śmierć
Jako członek episkopatu amerykańskiego brał udział w czterech sesjach Synodu Prowincjonalnego w Baltimore. Po zakończeniu czwartej sesji w roku 1840 udał się do Rzymu, gdzie przyjęto go z honorami. Został mianowany apostolskim delegatem na Haiti, gdzie miał uczestniczyć w rozmowach na temat uregulowania stosunków między Stolicą Apostolską i republika haitańską.
Jeszcze przed wyjechaniem postarał się o to, by pozostawić w swej diecezji administratora zastępczego. Papież zezwolił, by bp Rosati osobiście wskazał swego koadiutora. Wybór padł początkowo na o. Timona, lecz ten odesłał bullę nominacyjną. Kolejnym kandydatem został ks. Peter Richard Kenrick, wikariusz generalny diecezji Filadelfia. 30 listopada 1841 konsekrował go w Filadelfii, a następnie udał się na Haiti. 31 stycznia 1842 został przyjęty przez prezydenta. Rozmowy zakończyły się sukcesem w postaci zgody na konkordat (podpisany w Rzymie w roku 1843). 22 lutego 1842 wypłynął do Europy powiadomić osobiście papieża o powodzeniu jego misji. Pozostał w Rzymie przez rok. Poznał wówczas abp. Pecciego, który po latach, już jako papież, wspominał Rosatiego jako jednego z najbardziej świątobliwych kapłanów, jakich spotkał w całym swym życiu. Bp Rosati podniesiony został w tym okresie do rangi Asystenta Tronu Papieskiego. W tym okresie zachorował na gwałtowne schorzenie płuc. Jednak niedługo później poczuł się na tyle dobrze, że został ponownie wysłany na Haiti. Po drodze miał uczestniczyć w piątym synodzie w Baltimore. Podczas pobytu w Paryżu choroba powróciła. Przeświadczony, że klimat jego rodzinnych stron mu pomoże, wrócił do Rzymu. Było jednak za późno. W ostatnich dniach życia odwiedzał go sam papież. Umarł w opinii świętości i pochowany został w starej katedrze w St. Louis. Pozostawił swą diecezję w pełnym rozkwicie z 31 tys. wiernych, 36 kościołami, 60 misjami i 80 kapłanami.